# Agostino Maria Molin
Agostino Maria Molin (Venezia, 8 novembre 1775 – Osimo, 27 ottobre 1840) è stato un religioso e insegnante italiano.

## Biografia
Agostino Maria Molin nacque a Venezia l'8 novembre con il nome di Salomone de Violis, da famiglia ebrea. Fin da bambino, venne avviato alla religione cristiana: al 1782 risale il battesimo, nel quale ricevette il cognome del padrino, Molin.
All’età di 14 anni entrò nel Seminario di Padova, per poi abbracciare la vita religiosa nel 1796 presso il Convento di Santa Maria del Carmine di Padova, assumendo il nome di Agostino Maria. Qui inaugurò la sua carriera di docente di filosofia e teologia, che interruppe solo nel 1804, quando si recò a Roma per un anno, per apprendere la lingua ebraica.
Nel 1810, in concomitanza con l’emanazione delle leggi napoleoniche di soppressione degli ordini religiosi nel Regno d’Italia, Molin fu costretto, assieme ai confratelli, ad abbandonare il convento padovano, di cui nel frattempo era diventato rettore. Trovò rifugio presso il collegio di San Michele dei Camaldolesi di Murano, e qui iniziò a insegnare retorica.
Nel 1816 ricevette l’incarico di rettore del Collegio di San Jacopo a Castelfranco Veneto (che mantenne fino al 1818), entrando anche a far parte dell’Accademia dei Filoglotti. Dopo un periodo trascorso a Castelfranco Veneto, dove fu rettore del collegio di San Jacopo, nel 1818 fece ritorno a Venezia, in seguito alla sua designazione a canonico-teologo della Basilica di San Marco e docente di esegetica ed ermeneutica presso il Seminario patriarcale di Santa Maria della Salute.
Nel 1821, mentre si trovava a Verona per incarichi pastorali, venne raggiunto dall’accusa di pederastia, seguita dall’immediato licenziamento da parte del patriarca Giovanni Ladislao Pyrker. Abbandonata Venezia, trovò rifugio a Jesi, dove fu accolto come ospite dai Carmelitani. Riprese qui le attività di docente di retorica presso il liceo cittadino.

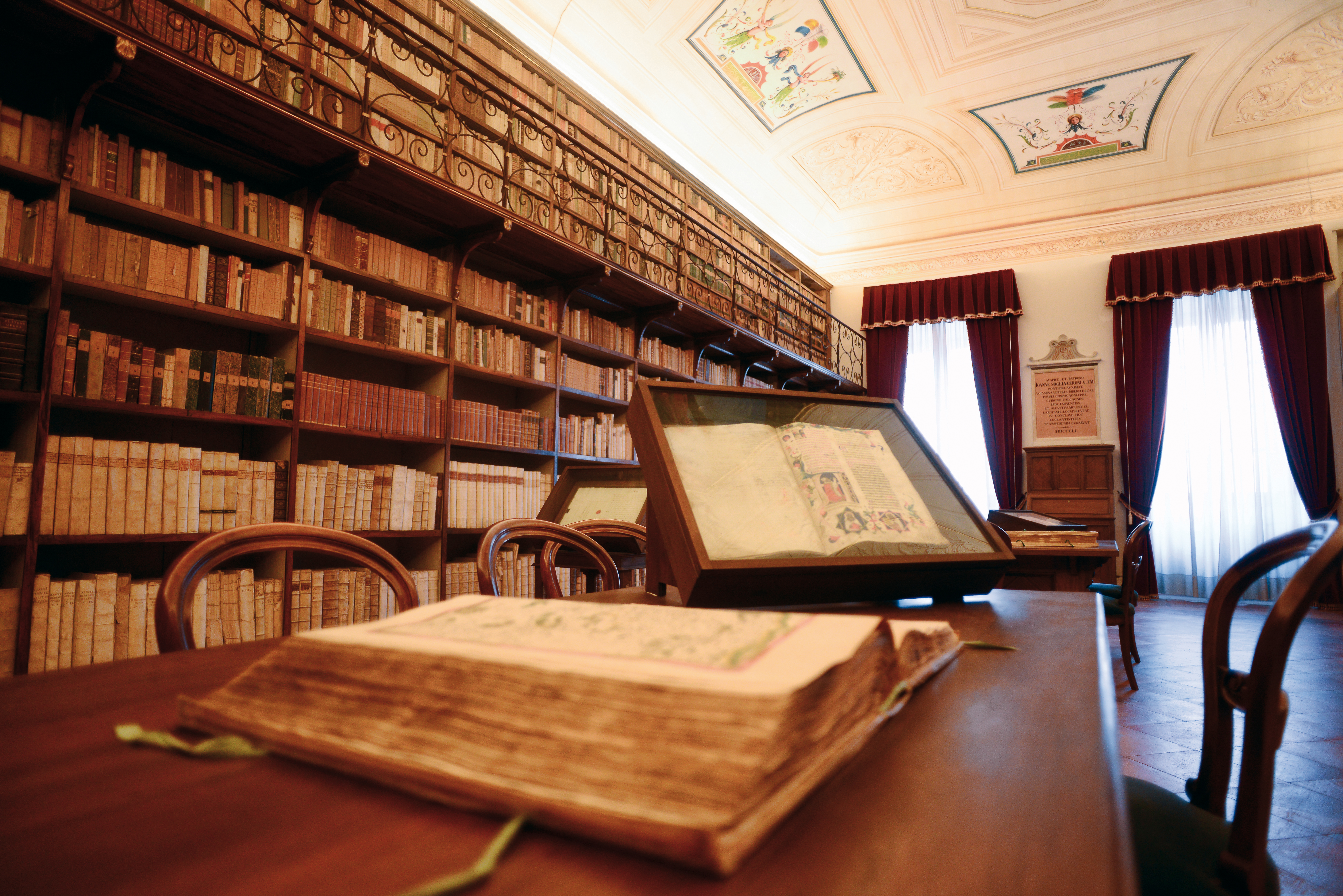
Biblioteca Storica di Palazzo Campana, che oggi raccoglie parte dell'eredità libraria di Molin.

Nel 1824 venne chiamato a Rieti dal vescovo Timoteo Maria Ascensi, che aveva conosciuto a Padova. Al seguito di Ascensi, che lo nominò suo segretario particolare, giunse a Osimo. Qui ricoprì l’incarico di docente di teologia, dogmatica, Sacra Scrittura e architettura presso il Seminario e Collegio Campana, fino alla morte nel 1840. I suoi beni, compresa la consistente biblioteca personale, accresciuta durante tutta la vita, furono destinati per sua stessa volontà testamentaria al Seminario. Dei volumi a lui appartenuti, una parte consistente è oggi conservata presso la Biblioteca Storica di Palazzo Campana, ed è riconoscibile grazie alle numerose annotazioni che egli era solito apporvi, e a diversi cataloghi e inventari da lui compilati.

## Opere
I vastissimi interessi di Agostino Maria Molin si riflettono in una feconda produzione letteraria. Una parte consistente dei suoi lavori, consistente in una sessantina di manoscritti, vennero affidati da Molin stesso affidati all'allievo Sante Pieralisi, che si occupò di introdurli presso la Biblioteca Barberiniana di cui era prefetto, e si trovano oggi nel Fondo Barberini della Biblioteca Apostolica Vaticana.

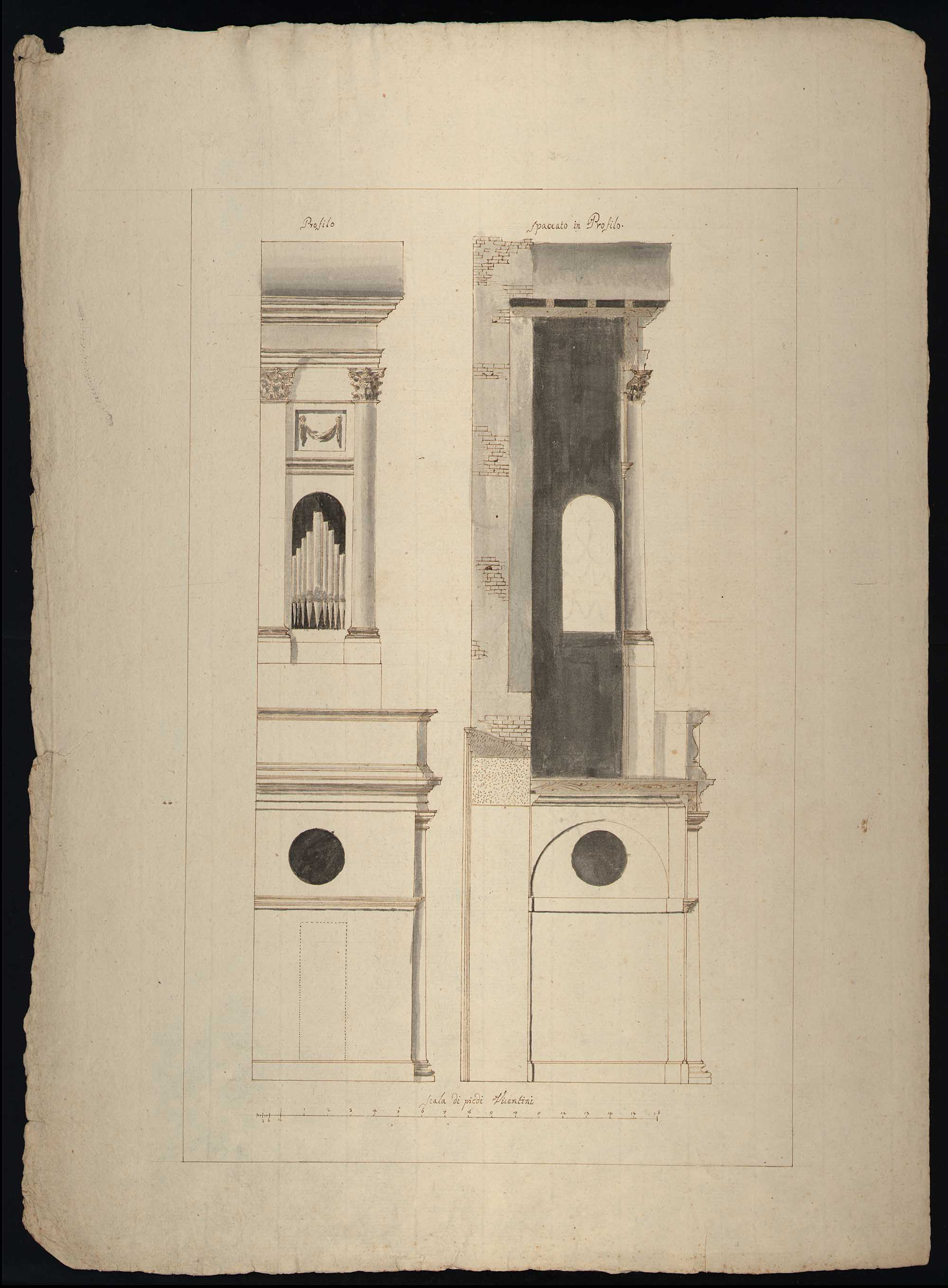
Prospetto architettonico eseguito da Agostino Maria Molin, probabilmente da lui impiegato come materiale sussidiario alle sue lezioni di architettura presso il Nobil Collegio Convitto Campana (oggi conservato presso l'Archivio storico dell'Istituto Campana per l'Istruzione Permanente)

Alcune delle sue opere di maggior valore sono quelle di esegesi biblica, tra le quali si annoverano un Commentarium in Hexaemeron e le Dissertationes in Hexaemeron (composte dopo il primo ma intese come una sorta di prefazione ad esso), il De divinis apud haebreos, eisque finitimas gentes nominibus e De Christi nominibus dissertationes CXLIII.
Si dedicò anche agli studi filosofici, da cui scaturì la pubblicazione di opere come gli Elementa philosophiae e gli Istitutionum philosophicarum libri VI.
Come docente di teologia, oltre a numerosi opuscoli, destinati sia agli studenti di Padova sia a quelli di Osimo, produsse il trattato De Eucharistia quatenus est sacrificium – seu de Sacrificio Novi Testamenti e il Filiberto, ossia Dialoghi sulla teologia.
Sempre all’ambito religioso afferiscono le numerosissime opere di predicazione, ascetica e agiografia, mentre fanno parte dei suoi studi sulla letteratura le tre dissertazioni Sopra le belle lettere e i quattro Dialoghi sulla lingua italiana.
Infine, l’interesse per l’ambito artistico, architettonico e scientifico sfociò nella composizione di opere come la Lettera sulle difficoltà degli architetti Brunardi e Gaidon e i Dialoghi tre intorno al Sistema Copernicano e sopra la pluralità dei mondi.